# Podarcis erhardii
Podarcis erhardii là một loài thằn lằn trong họ Lacertidae. Loài này được Bedriaga mô tả khoa học đầu tiên năm 1882.

## Hình ảnh

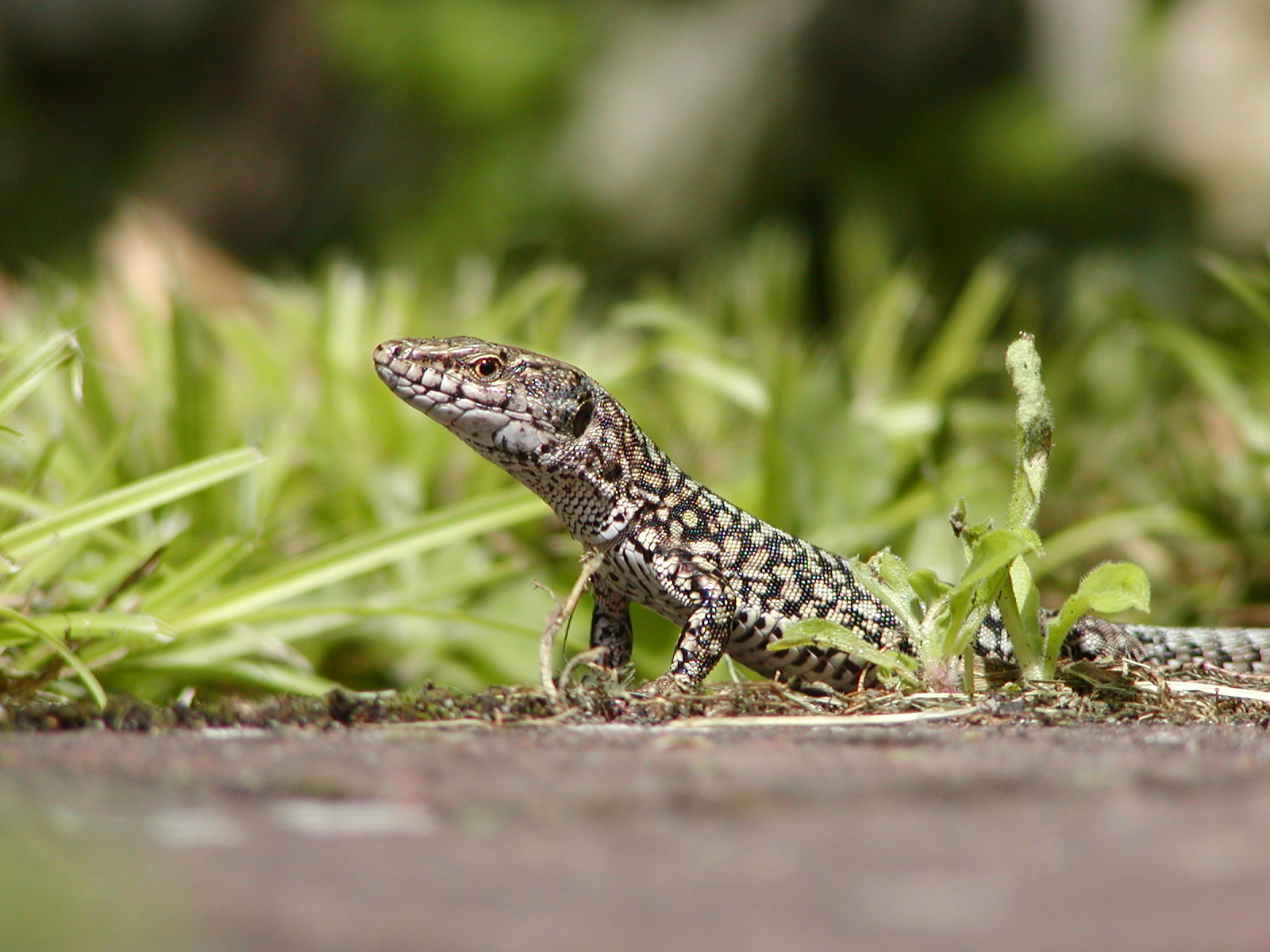
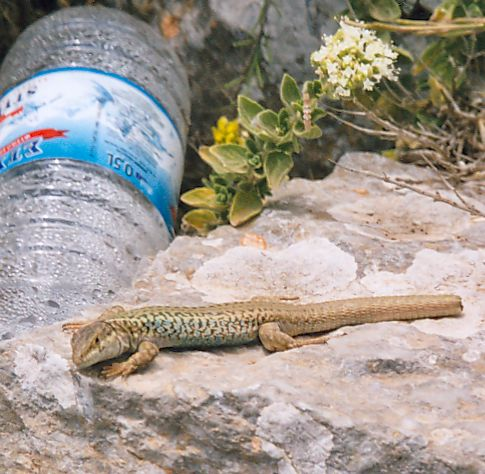

- Tập tin:Tập